# Nadine Broersenová
Nadine Broersenová (* 29. dubna 1990 v Hoornu) je nizozemská atletka, halová mistryně světa v pětiboji z roku 2014.
Broersenová soutěžila na letních olympijských hrách 2012 v sedmiboji žen, kde skončila na 12. místě s celkovým počtem 6319 bodů. Stejného umístění dosáhla na evropském halovém šampionátu o rok později. V roce 2014 se stala halovou mistryní světa v sedmiboji. V následující sezóně skončila čtvrtá v soutěži sedmibojařek na světovém šampionátu v Pekingu. Při svém druhém olympijském startu obsadila v soutěži sedmibojařek třinácté místo. Startovala také na mistrovství světa v Londýně v roce 2017, závod v sedmiboji však nedokončila.